# Lista de inquilinos do One World Trade Center
As Torres Gêmeas em Julho de 2001. A Torre Norte é a da esquerda, com sua antena claramente visível.
A Torre Norte (também conhecida como Torre 1, Edifício 1, ou 1 WTC) foi uma das torres gêmeas do World Trade Center original, outrora situadas em Nova Iorque. A construção do edifício foi finalizada em 1972, tendo a altura de 417 metros, e foi o edifício mais alto do mundo até ser superado pela Sears Tower de Chicago, em 1973. Era distinguível de sua gêmea, a Torre Sul, já que tinha uma antena de telecomunicações de 110,3 metros em seu telhado. Com a antena, o edifício ao todo tinha a altura total de 527,3 metros. O endereço do edifício era 1 World Trade Center, com o complexo do World Trade Center tendo seu próprio ZIP code (10 048).
A Torre Norte e sua gêmea, foram destruídas durante os ataques terroristas de 11 de Setembro; a Torre Norte foi a primeira das duas torres a ser atingida pelo avião sequestrado às 08h46 (ZTO), tendo entrado em colapso às 10h28. Das 2 977 vítimas mortas no ataque, 1 402 estavam sob ou acima da área de impacto da Torre Norte. A Torre Norte foi substituída pela hoje presente One World Trade Center, que foi aberta em Novembro de 2014 como o edifício principal do redesenvolvimento da área do World Trade Center.

## Inquilinos no período do ataque
A lista de inquilinos abaixo, foi compilada por vias de uma lista original providenciada pela CoStar Group (uma fornecedora sobre informações eletrônicas de imóveis), cotada pela CNN, e grande parte da mídia. Alterações foram feitas usando o UnBlinking.com. Entradas exclusivas provenientes pelo UnBliking estão em itálico, marcando "(?UB)" se a informação for incerta. Companhias listadas em andares diferentes por cada fonte, estão marcadas em "(CS)", como referência a CoStar Group, e "(UB)" caso as informações sejam concretas. Casos especiais direcionam para notas de rodapé para maiores explicações. A sede da empresa Cantor Fitzgerald está também localizada na Torre Norte do World Trade Center.
Nota: O número com os andares em  vermelho  fazem parte da zona de impacto do Voo American Airlines 11, com o acesso/saída aos andares que ficaram presos em  preto .
| Andar # | Companhias |
| ------- | --- |
| 110     | Channel 2 (WCBS), Channel 4 (WNBC), Channel 5 (WNYW), Channel 7 (WABC), Channel 9 (WWOR), Channel 11 (WPIX), Channel 13 (WNET), Channel 31 (WPXN), Channel 47 (WNJU), WKCR-FM, WPAT-FM, WNYC-FM, WKTU-FM |
| 109     | Andar mecânico |
| 108     | Andar mecânico |
| 107     | World Trade Club, Greatest Bar on Earth, Cointreau, Hotel and Restaurant Employees International |
| 106     | Windows on the World, Hotel and Restaurant Employees International, Pfizer Inc., Reuters |
| 105     | Cantor Fitzgerald, ESpeed, Genuity |
| 104     | Cantor Fitzgerald, Channel 4 (WNBC), ESpeed, UmeVoice |
| 103     | Cantor Fitzgerald, ESpeed |
| 102     | Cantor Fitzgerald, Nishinippon Bank, Alliance Consulting Group, "Paine Webber" |
| 101     | Cantor Fitzgerald, Kidder, Peabody & Co., ESpeed, Boomer Esiason Foundation |
| 100     | Marsh & McLennan Companies |
| 99      | Marsh & McLennan Companies |
| 98      | Marsh & McLennan Companies |
| 97      | Marsh & McLennan Companies |
| 96      | Marsh & McLennan Companies |
| 95      | Marsh & McLennan Companies |
| 94      | Marsh & McLennan Companies, Marsh Private Client Services |
| 93      | Marsh & McLennan Companies, Fred Alger Management |
| 92      | Credit Agricole, Carr Futures |
| 91      | American Bureau of Shipping, Meyers Pollok Robbins, New Japan Securities International, Shiga Bank |
| 90      | American TCC International Group, Chugoku Bank, Dun & Bradstreet (UB) |
| 89      | Barcley Dwyer, Broad USA, CIIC Group, Daehan International, Drinker Biddle & Reath, Metropolitan Life Insurance Company, Mutual International Forwarding, Strategic Communications Group, Wai Gao Qiao, Wall Street Planning Association, Banco LatinoAmericano de Exportaciones Sud America (UB), Italian Wine & Food Institute, Jun He Law Offices (UB), Majestic Star Yacht Chartering, Tokyo Securities Company, Cosmos Services America, Inc. |
| 88      | Julien J. Studley, Viking Sea Freight, WTC Construction Manager |
| 87      | May Davis Group, Bank of Kinki, Okasan Securities (UB), Thor Technologies |
| 86      | Julien J. Studley, Alan Anthony (UB), Asiatic Chemical, Society of Satellite Professionals International, Trading Technologies |
| 85      | SMW Trading Corporation, Thermo Electron, Chicago Investment Group, Hyakugo Bank, Ohrenstein & Brown |
| 84      | Bright China Capital, David Peterson Law Offices, KITC, LG Securities America, San-In Godo Bank, TEMENOS , Unicom Capital Advisors, Blue Star Line North America, Daehan Investment Trust Company, Fukuoka City Bank |
| 83      | eMeritus Communications, General Telecommunications, Global Crossing Holdings, Lava Trading, Taipei Bank, Ameson Education and Cultural Exchange Foundation (UB), Toho Bank, TTA, Wako Securities America |
| 82      | New York Metropolitan Transportation Council (CS), DMJM Harris |
| 81      | Bank of America, Network Plus, New Continental Enterprises, Blue Star Line North America (?UB), Network Plus Corporation |
| 80      | Agricor Commodities Corporation, Intrust Investment Realty, Noga Commodities Overseas, Shizuoka Bank, The Beast.com, RLI Insurance Company, Bank of Yokohama, Noga Hotels New York, Zenshinren Bank |
| 79      | Daynard & Van Thunen Company, First Liberty Investment Group, International Office Centers Corporation/Alliance Business Centers Network (notes), Nikko Securities, Okato Shoji Company International, Securant Technologies, Iyo Bank, Association of Independent Recruiters |
| 78      | Sky lobby, Avenir, Baltic Oil Corporation, Cedar Capital Management Associates, Cheng Cheng Enterprises Holdings, Geiger & Geiger, Hyundai Securities, International Trade Centre, Korea Local Authorities Foundation for International Relations, Meridian Ventures Holdings, Pacrim Trading & Shipping, ThinkPath, Traders Access Center, Atinav Avenue, Korea Local Government Center, Partner Reinsurance Company, Thai Farmers Bank (UB), Verona Fair |
| 77      | Hal Roth Agency, Jun He Law Offices (CS), Martin Progressive, Newey International Corporation, World Trade Centers Association, Alliance Continuing Care Network, Kühne & Nagel, Partner Reinsurance Company |
| 76      | Andar mecânico |
| 75      | Andar mecânico |
| 74      | Hyundai Motor Group |
| 73      | Hyundai Motor Group |
| 72      | Morgan Stanley |
| 71      | Morgan Stanley |
| 70      | Morgan Stanley |
| 69      | Morgan Stanley |
| 68      | Morgan Stanley |
| 67      | Morgan Stanley |
| 66      | Morgan Stanley |
| 65      | Boeing Aviation Technical Services, Newark Liberty International Airport, Morgan Stanley |
| 64      | Morgan Stanley |
| 63      | Airport Access Program, Morgan Stanley |
| 62      | CARR Futures (?UB), Morgan Stanley |
| 61      | Access to the Region's Core (ARC), Morgan Stanley |
| 60      | Resona Holdings/Asahi Bank, Morgan Stanley |
| 59      | Sidley Austin Brown & Wood (escritórios legado do parceiro Brown & Wood), Morgan Stanley |
| 58      | Sidley Austin Brown & Wood |
| 57      | Sidley Austin Brown & Wood |
| 56      | Sidley Austin Brown & Wood |
| 55      | Pace University, World Trade Institute of Pace University, Benchmark Hospitality at Pace University (a atual Downtown Conference Center at Pace University) |
| 54      | Sidley Austin Brown & Wood |
| 53      | AIG Aviation Brokerage, Bank of Taiwan, Bramax Manufacturing Corporation (CS) China Resource Products, Keenan, Powers & Andrews, Lo, Curto & Funk, Natural Nydegger Transport Corporation, Pacrim Trading & Shipping, Pure Energy Corporation, Broadview Networks, Foreign relations of France, JACOM Corporation, TripleHop Technologies |
| 52      | Gayer, Shyu & Wiesel, Hill, Betts & Nash, Howly Corporation, Leeds & Morrelli, Okasan International (CS), RGL Gallagher PC, Richard A. Zimmerman, TEMENOS, Williams Capital Group, Bramax Manufacturing Corporation (?UB), IFG East, Elevator Hall |
| 51      | AT&T Corporation, C&P Press, Chilean Government Trade Bureau, Chilean National Petroleum Company, Chilean Production Promotion Center, Chilean Trading Corporation, TradeWeb |
| 50      | Dai-Ichi Kangyo Trust Company of New York, DKB Securities Corporation |
| 49      | Dai-Ichi Kangyo Trust Company of New York, Dai-Ichi Kangyo Bank, Overseas Union Bank (?UB), Pacific American Corporation (UB) |
| 48      | Dai-Ichi Kangyo Trust Company of New York, Dai-Ichi Kangyo Bank (?UB) |
| 47      | Pacific American Corporation (CS), American TCC International Group (?UB), G.Z. Stephens, National Futures Association, Quint Amasis, W.J. Export-Import, Adjusters International, Clear Forest Corporation, First Union Securities |
| 46      | American Sino Trade Development Council, Auto Imperial Company, Blue Sky Technologies, Can-Achieve Consultants, Consolidated Steelex Corporation, Dahao USA Corporation, J&X Tans Trading Corporation, Kanebo Information Systems Corporation, Meganet Management Consultants, Prospect International, Sinopec USA (CS), Suggested Open Systems, SunTendy America, T&T Enterprises\|T&T Enterprises International, Yong Ren America, American Freight Liners, Arab Chamber of Commerce, Bank of Yokohama, Charles Pan, China Chamber of Commerce, Computer Troubleshooters Metro, H. Taufiq Choudhury, Esq., LatinVision, Lief International\|Lief International USA (UB), Shipping Services Italia, Sumitomo Bank, View Trade |
| 45      | , Pure Energy Corporation, Sassoons Inc., Security Traders Association, Software Research Associates America, Streamline Capital, The Company Store, BAO Hercules, Bramax Manufacturing Corporation (UB), Ching Fong Investment Company New York, Cousin D&N, F.E. Wallace & Co., HS Futures, Hyundai Securities Company, Johnson Enterprises (?UB), S. Stern\|S. Stern Custom Brokers |
| 44      | Sky lobby, New York Society of Security Analysts, Market Technicians Association |
| 43      | — |
| 42      | Andar mecânico |
| 41      | Andar mecânico |
| 40      | Lehman Brothers, Commerzbank Capital Markets |
| 39      | Lehman Brothers, Cultural Institutions Retirement Systems, Overseas Union Bank, Xcel Federal Credit Union, Tai Fook Securities, Circle International, Northern Trust International Banking Corporation (UB), Sun Hung Kai Securities |
| 38      | Lehman Brothers, Regional Alliance for Small Contractors, Turner Construction Company |
| 37      | S. Stern Custom Brokers (?UB), Thai Trade Center, Thai Board of Investment, Thai Office of the Economic Counselor |
| 36      | Kemper Insurance Companies |
| 35      | Kemper Insurance Companies, Anne Pope Law Offices |
| 34      | Foreign relations of Thailand (UB), Port Authority of New York and New Jersey, Thailand Tourism Authority |
| 33      | Berel & Mullen, China Daily Distribution Corporation, Data Transmission Network Corporation, Hu Tong International Company, Koudis International (CS), MANAA Trading Group, MIS Service Company, Rachel & Associates, Serko & Simon, Golden King, American Bright Signs, China United Trading Corporation, Excel Shipping, Korean Associates Securities, Lunham & Reeve, Rohde & Liesenfeld (?UB) |
| 32      | Banco LatinoAmericano de Exportaciones (BLADEX) (CS), Chang Hwa Commercial Bank, Rohde & Liesenfeld, Cantor Fitzgerald International (UB), Koudis International (?UB) |
| 31      | Port Authority of New York and New Jersey, EmpireBlue |
| 30      | — |
| 29      | , World Travel, Seth Shipping Corporation, Taipei Bank (?UB), ZimAmerican Israeli Shipping Company (UB) |
| 28      | Port Authority of New York and New Jersey, 'EmpireBlue |
| 27      | Bangkok Metropolitan Bank, EmpireBlue, Sinopec USA (UB) |
| 26      | Garban Intercapital |
| 25      | Garban Intercapital, R.H. Wrightson & Associates, Foreign relations of Cote d'Ivoire, EXCO International, Harold I. Pepper Company |
| 24      | Empire Health Choice, Port Authority of New York and New Jersey, Dominican Republic Export Promotion Center, Electric Paper, RN Forwarding |
| 23      | Empire Health Choice |
| 22      | Cheng Xiang Trading, Chicago Board Options Exchange Corporation, G.C. Services, Gold Sky, Kaiser Overseas, Karoon Capital Management, MLU Investment, P. Wolfe Consultants, Tai Fook Securities, The SCPIE Companies, Unicom Capital Advisors, AMROC International Company, Central Trust of China, China Steel Company, New York Metropolitan Transportation Council (UB), SySoft e-Business Lab, Security Command Center |
| 21      | Avesta Computer Services, Continental Logistics, Dongwon Securities Company, Dr. Tadasu Tokumaru, M.D., [[Friends Ivory & Sime, Friends Villas Fischer Trust, Infotech Commercial Systems, Roman V. Popik Law Offices, Lief International (CS), Tower Computer Services, United Seamen's Service 1 Stop Investment Advice, Brauner International Corporation, Cat Technology, International Cobal, J.D. Smith Customs Broker, Marc Commodities, Regional Alliance for Small Contractors (?UB), United Hercules (UB) |
| 20      | Empire Health Choice, Rohde & Liesenfeld |
| 19      | Empire Health Choice, Port Authority of New York and New Jersey, Adams McFarlane LLC (NexxtHealth), Excel Shipping, HZ Bernstein Air Freight, Leading Forwarders |
| 18      | Neovest |
| 17      | ZimAmerican Israeli Shipping Company (CS), Empire Health Choice, ABC International, Masterpiece International, Nippon Express |
| 16      | ZimAmerican Israeli Shipping Company (CS), California Bank & Trust, Ramon International Insurance Brokers (ZimAmerican), Seven Star Lines |
| 15      | Landmark Education Corporation, Continental Forwarding, Gringsby Brandford & Co., H.W. Robinson & Co., John F. Kilroy |
| 14      | Instinet, Dun & Bradstreet (CS), [[Port Authority of New York and New Jersey, Aeolian Shipping Company, Allen & Company, Hirshbach & Smith, S. Stern CHB, VanderGrift Forwarding |
| 13      | Instinet |
| 12      | Lafayette Shipping Company |
| 11      | Bank of America, Porcella Vicini & Co., Primark Decision Economics, DRI-WEFA, Frederick Henjes, Raymond James & Associates, Tes USA (UB) |
| 10      | Bank of America, Export Import Service, Hauser Air Corporation |
| 9       | Bank of America, Foreign Credit Insurance Association |
| 8       | Andar mecânico |
| 7       | Andar mecânico |
| 6       | — |
| 5       | Gayer, Shyu & Wiesel |
| 4       | — |
| 3       | Port Authority of New York and New Jersey, W.R. Hambrecht |
| 2       | — |
| P       | Avis, Delta Air Lines, Olympia Airport Express |
| V       | Ann Taylor Loft, NY Coffee Station, Strawberry, Menchanko-Teikeionos |

Andar desconhecido: Cedel Bank International, LG Insurance Company, Alliance Global Finance, AMH International Trading, Associated Charter Marine, Carreden Group, Charles Schwab, CIF Agency, Continental Airlines, Continental Express, Deloitte & Touche, Dimetol International Trade, Eastern Capital Corporation, Falcon International Freight, First Pacific Rim, GAC Shipping, Garwood Financial, Globe Shipping Company, GSI Cargo Service, Hachijuni Bank, Hanil Securities, Lin Brothers International, Max Gregorcic, Morgan Stanley, Norman Elisberg, Pluto Commodities, Port Newark, Trans World Airlines (escritório de tickets).

## Inquilinos que deixaram o local antes dos ataques
Entre 1978 e 1995, o Consulado do Paraguai estava localizado na suíte 1 609 no One World Trade Center. A Home Lines outrora ocupava a suíte 3 969.

## Locação/localização desconhecida
Essa secção lista as companhias em que sua localidade no 1 WTC continua incerta.
- A Alliance Business Centers/International Office Centers Corporation da suite 7 967, forneceu escritórios virtuais para: Advanced Information Systems, Cat Technology, CL Moore Financial, Computer Aid, Crystal Castle Realty, CWB Global Executive Search, Cyberpoint, Dvua of New York, Evans, Osborne & Kreizman, Filetek, FJ Wilkes & Co., Global Export Services, Imis, Insurance Overload Systems, Jerry Molnar Personnel, Motive Communications, Persistence Software, Realcom Financial Partners, SIR Services New York, Strongin, Rothman & Abrams, and Stryker Tams & Dill.[14]